# Советская улица (Томск)
Сове́тская у́лица — улица в Томске, проходит от площади Батенькова до улицы Нахимова.
Одна из границ Томского городского сада.

## История

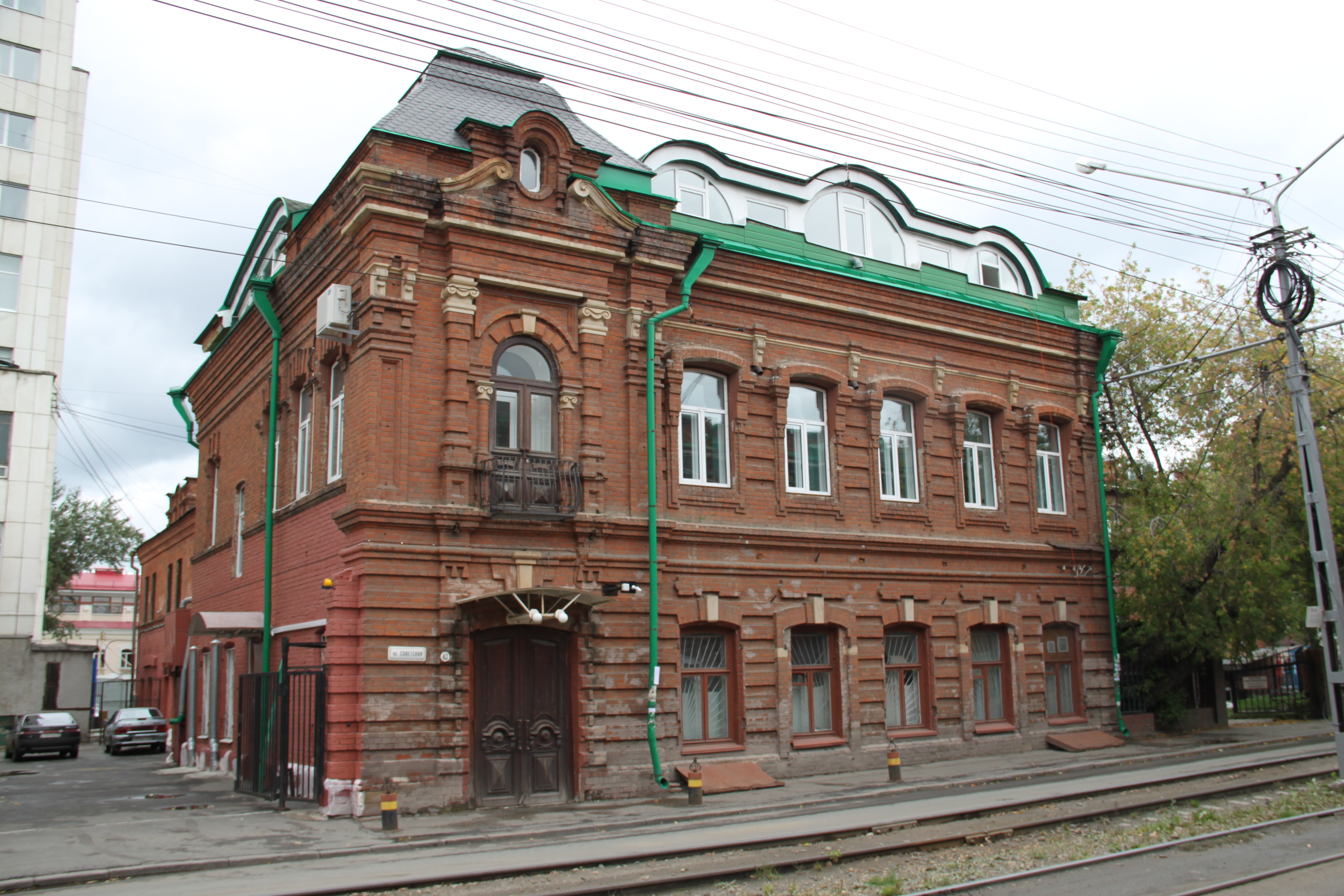
Советская улица, дом 43.

Образована при слиянии Еланской и Спасской улиц, известных с 1853 года. Предположительно, в XVII веке здесь проходил Спасский тракт от торговой площади Томска до старинного села Спасского. Название улицы происходит от слова «Елань» — возвышенная, открытая луговая или полевая равнина.
В 1886 году на месте заболоченного участка Ново-Соборной площади был заложен Томский городской сад.
8 ноября 1910 года в деревянном жилом доме № 9 по улице Еланской были открыты Сибирские Высшие женские курсы. Курсы заняли один этаж дома, семь комнат общим размером и планировкой, соответствовавшей потребностям семьи из шести человек. Число поступивших на курсы достигало нескольких десятков обучающихся.

## Новая история
14 мая 1920 года современное название получила южная часть нынешней улицы (то есть вся Еланская улица была переименована в Советскую). В 1929 году в состав Советской улицы включена бывшая Спасская улица, таким образом, нынешняя Советская улица располагается в прежних границах Еланской и Спасской улиц.
В мае 1949 года по улице прошёл первый трамвай от станции Томск-I до площади Батенькова.
В застройке улицы сохраняется соседство каменных и деревянных домов.

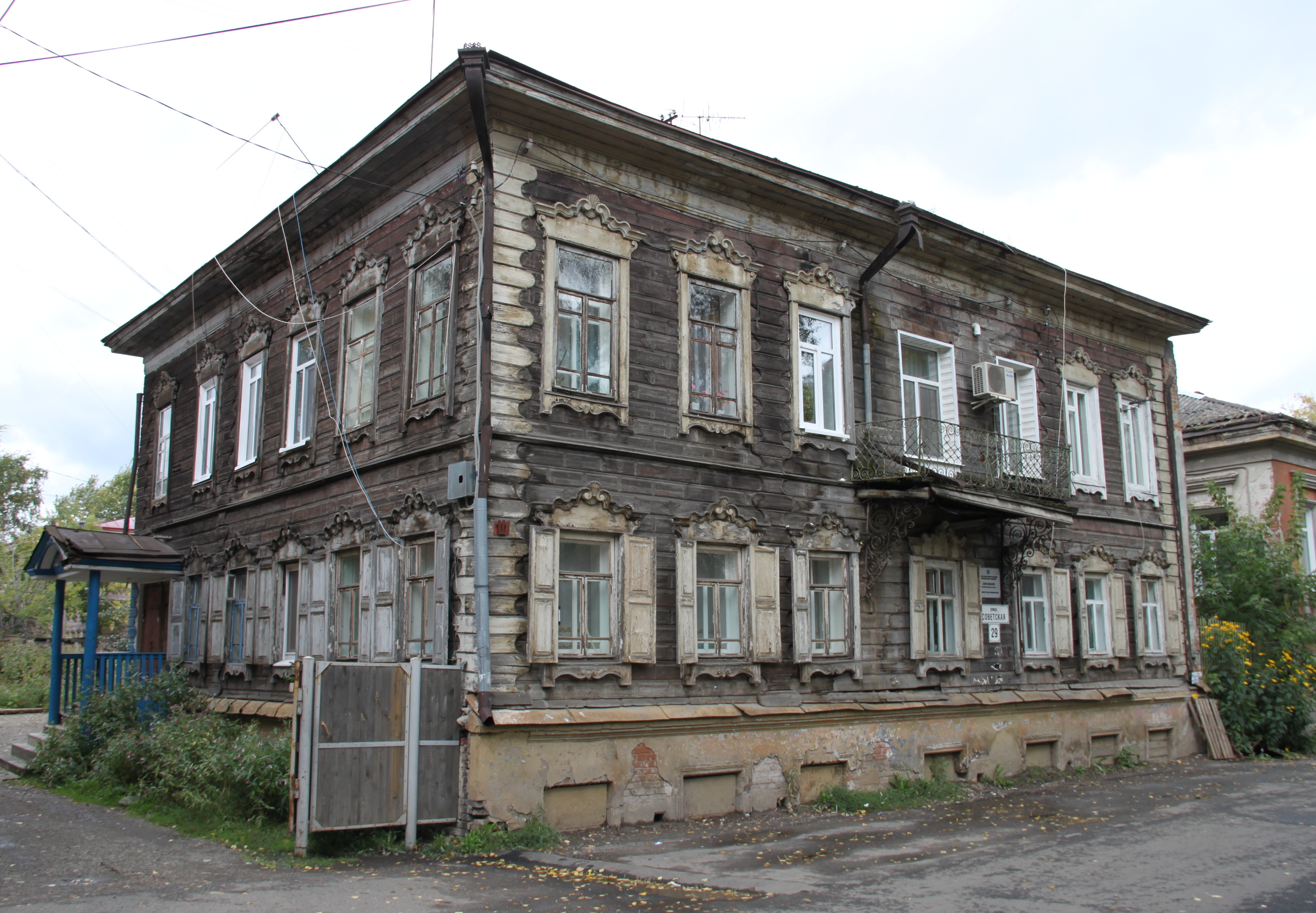
Жилой дом № 29.

## Достопримечательности

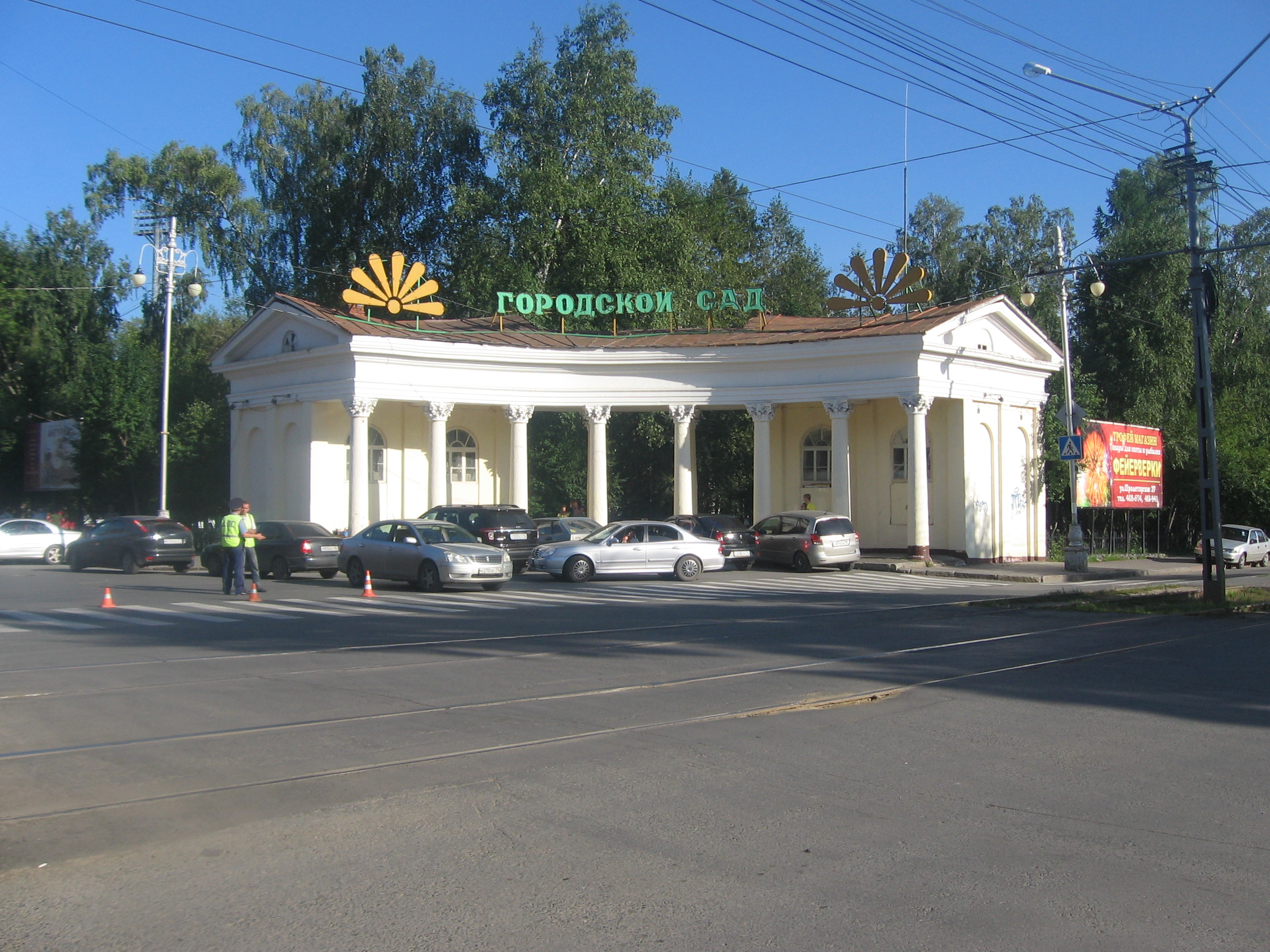
Томский Городской сад

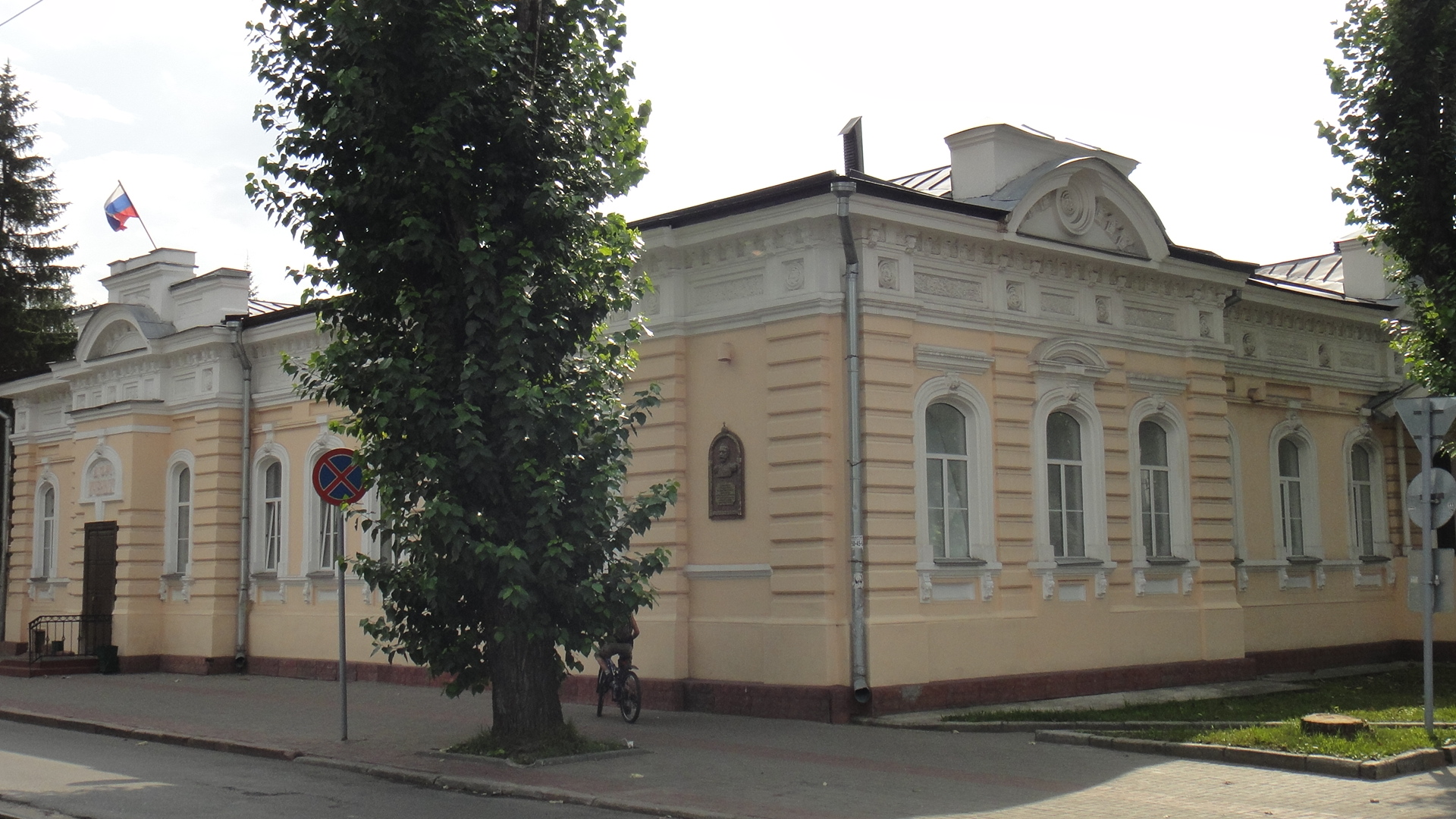
Томский Городской Дом учёных
(дом 45)

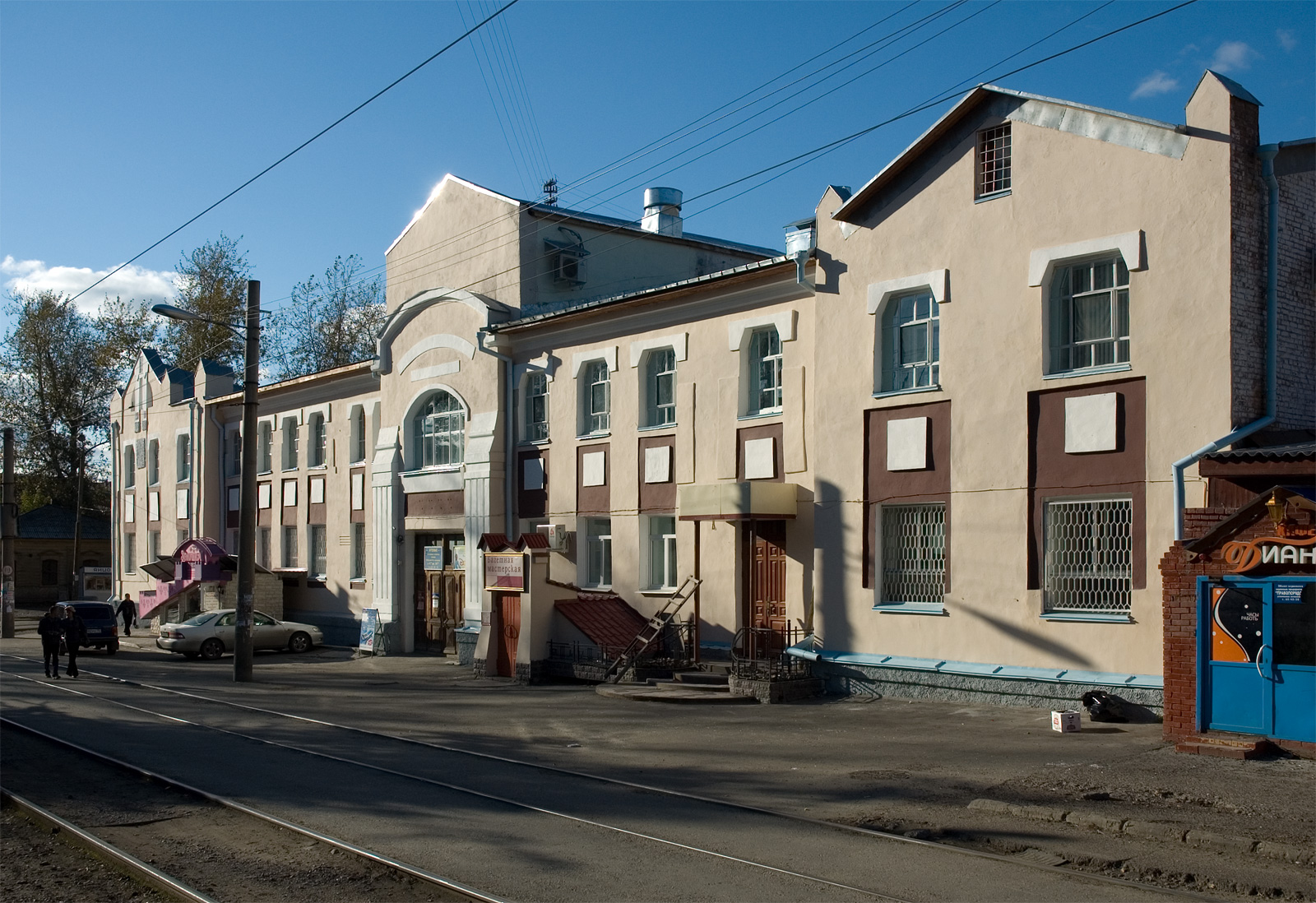
Бывшие Громовские бани (дом 22)

- Дом 15а — в декабре 1884 года останавливался В. Г. Короленко;
- Дом 16 — в 1886—1888 годах жил писатель К. М. Станюкович.  памятник архитектуры 7010035000 (недоступная ссылка);
- Дом 20 — особняк П. Ф. Ломовицкого (?).  памятник архитектуры 7000208000 (недоступная ссылка);
- Дом 22 — бани А. Ф. Громова (архитектор А. И. Лангер);
- Дом 27 — особняк XIX века.  памятник архитектуры 7000209000;
- Дом 29 — особняк начала XX века.  памятник архитектуры 7000210000;

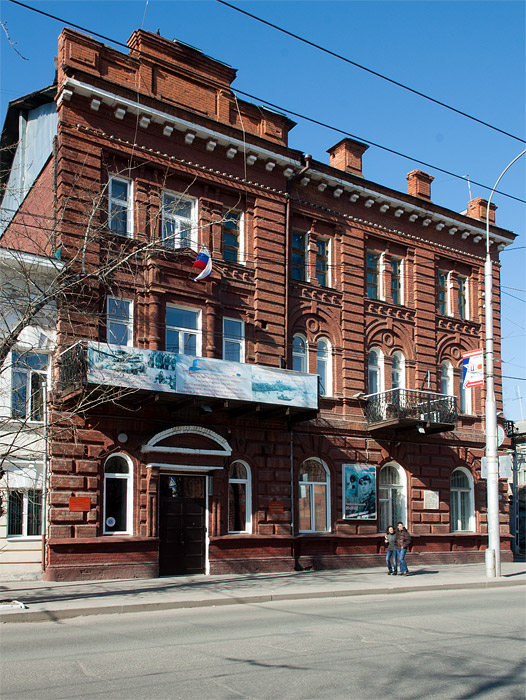
Проспект Фрунзе,
дом 6

- Областной военкомат (проспект Фрунзе, дом 6, угол Советской улицы) — бывшая гостиница, здесь останавливался проездом на Сахалин и работал над путевыми заметками А. П. Чехов.  памятник архитектуры 7000076000 (недоступная ссылка);
- Дом 43 — особняк П. Болотова.  памятник архитектуры 7020042000;
- Дом 45 — бывший дом томского губернатора (1889—1891, архитекторы В. В. Хабаров и П. П. Наранович), ныне — Дом учёных.  памятник архитектуры 7000066000 (недоступная ссылка). В 1891 году дом губернатора посетил наследник-цесаревич Николай, будущий император Николай II;

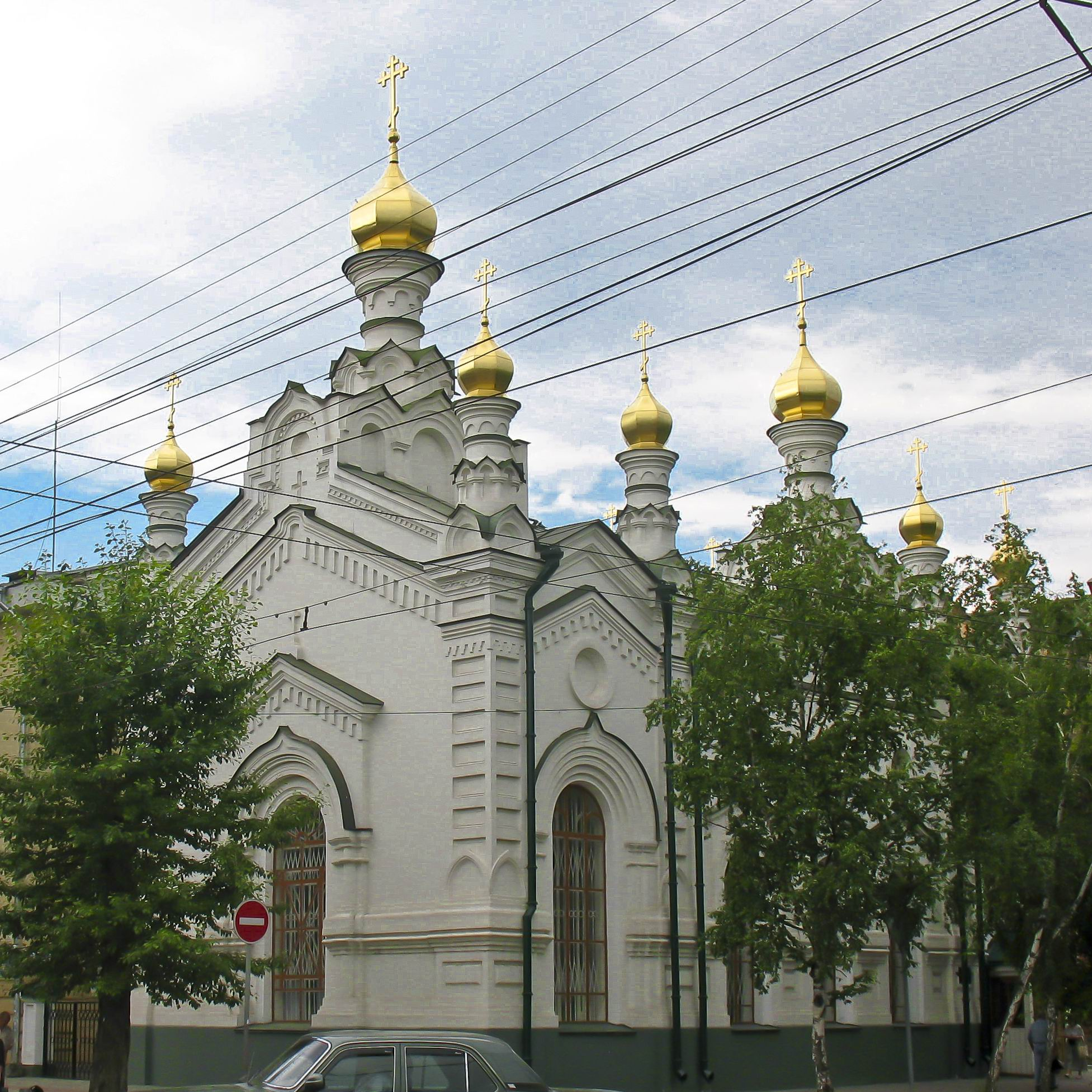
Церковь Александра Невского (дом 47)

- Дом 47 — исправительное арестантское отделение № 2 (1850) и церковь Александра Невского (1877). В исправительном отделении находились в заключении С. М. Киров и другие деятели большевистской партии и революционного движения начала XX века.  памятник архитектуры 7000067000 (недоступная ссылка).

## Современность

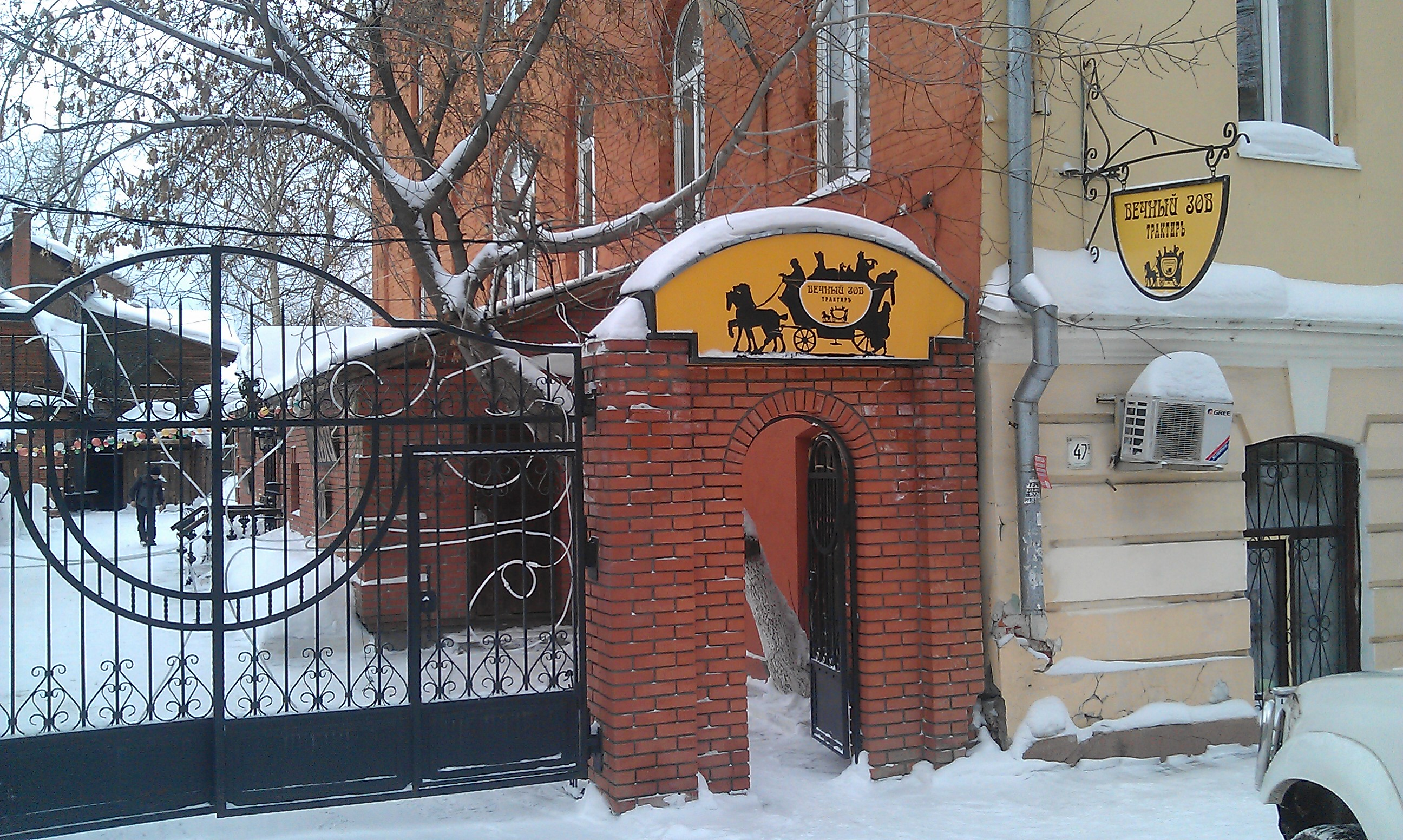
Ресторан «Вечный зов».

В апреле 2006 года расположенные на Советской улице Дом учёных (дом 45) и ресторан «Вечный зов» (дом 47) посетили В. В. Путин и А. Меркель, прибывшие в Томск в рамках проведения VII российско-германских межправительственных переговоров.

### Деревянная архитектура улицы

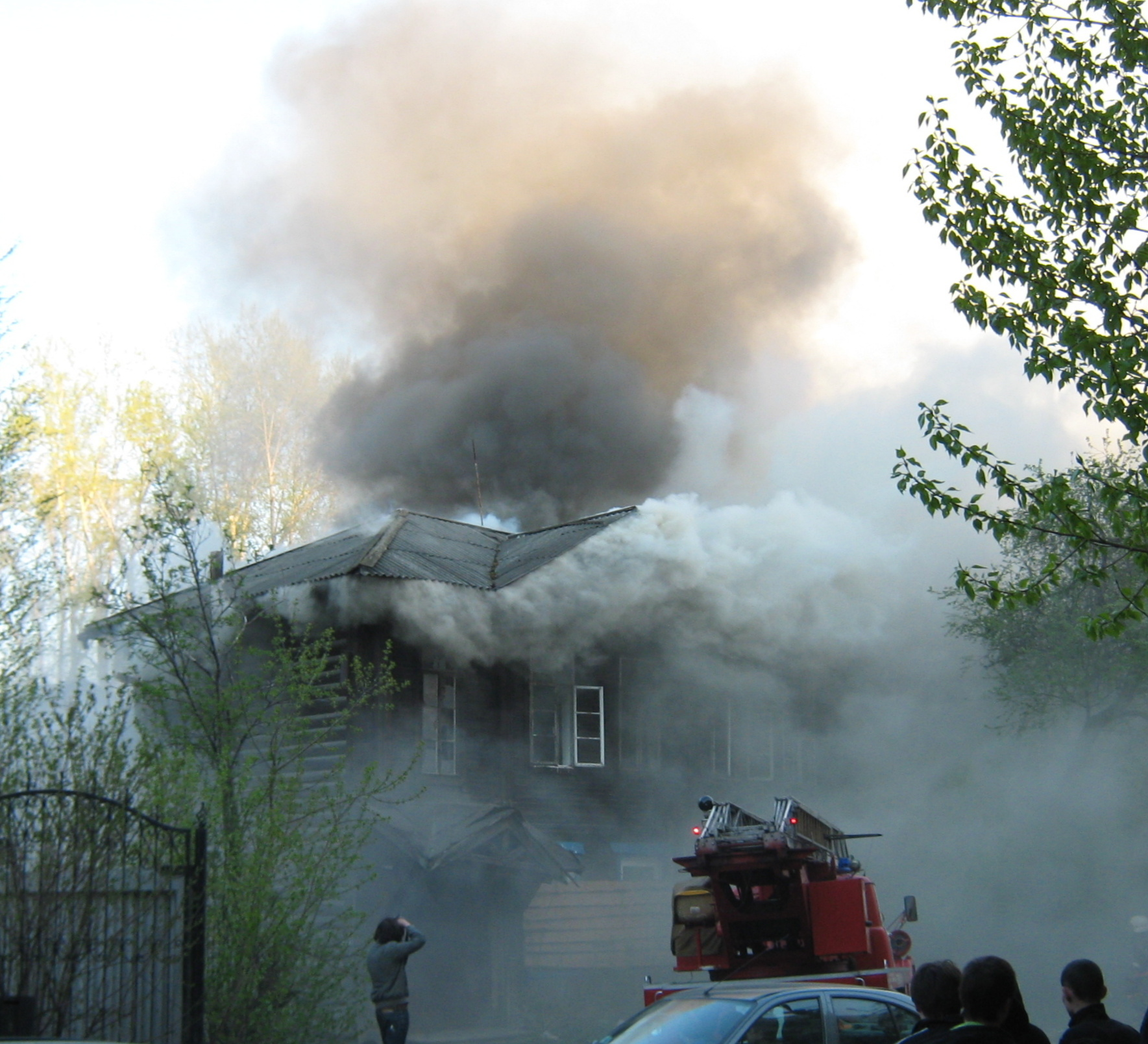
13 мая 2009 года, горит дом 108.

Деревянная застройка улицы уходит в прошлое, дома ветшают, разрушаются, гибнут от пожаров.